# Sayar
Sayar ist ein türkischer weiblicher Vorname, der jedoch hauptsächlich als Familienname auftritt.

## Namensträger

### Familienname
- Akçan Deniz Sayar (* 1997), türkischer Fußballspieler
- Mustafa Sayar (* 1989), türkischer Mountainbike- und Straßenradrennfahrer
- Mustafa Hamdi Sayar (* 1958), türkischer Althistoriker